# Christoph Knie
Christoph Knie (Bad Berleburg, 24 de abril de 1984) es un deportista alemán que compitió en biatlón. Ganó cinco medallas en el Campeonato Europeo de Biatlón entre los años 2007 y 2010.

## Palmarés internacional
| Campeonato Europeo | Campeonato Europeo | Campeonato Europeo | Campeonato Europeo |
| Año                | Lugar              | Medalla            | Prueba             |
| ------------------ | ------------------ | ------------------ | ------------------ |
| 2007               | Bansko (Bulgaria)  | Medalla de oro     | Relevos            |
| 2009               | Ufa (Rusia)        | Medalla de plata   | Relevos            |
| 2010               | Otepää (Estonia)   | Medalla de oro     | Individual         |
| 2010               | Otepää (Estonia)   | Medalla de oro     | Relevos            |
| 2010               | Otepää (Estonia)   | Medalla de bronce  | Persecución        |